# The Hallé
The Hallé – angielska orkiestra symfoniczna z Manchesteru. Założona została w 1857 roku przez Charlesa Hallé.
Pierwszy koncert tej orkiestry miał miejsce 30 stycznia 1858 roku. Jest to najstarsza profesjonalna orkiestra w Wielkiej Brytanii. W uzupełnieniu do "normalnego" zespołu znajduje się również chór i orkiestra młodzieżowa. Obecnym miejscem koncertowania jest Bridgewater Hall.
Orkiestra daje wiele prawykonań utworów kompozytorów brytyjskich.

## Główni dyrygenci
- 1858–1895: Sir Charles Hallé (założyciel)
- 1895–1899: Sir Frederic Cowen
- 1899–1911: Hans Richter
- 1912–1914: Michael Balling
- 1915–1920: Sir Thomas Beecham
- 1920–1934: Sir Hamilton Harty
- 1939–1942: Sir Malcolm Sargent
- 1943–1970: Sir John Barbirolli
- 1972–1983: James Loughran
- 1983–1992: Stanisław Skrowaczewski
- 1992–1999: Kent Nagano
- od 2000: Sir Mark Elder